# 두에-랭스 성경
두에랭스 성경(영어: Douay–Rheims Bible; D–R)은 로마 가톨릭교회의 전례용 성경으로 사용하기 위한 목적으로 두에 영어 대학교에서 라틴어 불가타 성경을 영어로 번역한 성경이다. 신약성경과 그에 대한 각주 부분은 1582년 프랑스 랭스 지역에서 번역이 완료되었으며, 그로부터 30년이 지난 후에 두에 대학교에서 구약성경 부분 번역이 완료되었다. 창세기와 욥기 등을 포함한 구약성경 제1판은 1609년에 완료되었으며, 시편과 마카베오기 하권 등을 포함한 구약성경 제2판은 1610년에 완료되었다. 당시 초판본에는 난외주(欄外註)가 많은 부분을 차지하고 있었으며, 강력한 논박과 교부학적 성향을 띠고 있었다. 또한, 번역 문제나 불가타 성경의 히브리어 및 그리스어 출처 문장을 이해하는데 보다 깊이있는 식견을 제공하였다. 당시 초판본의 문장과 주석은 엘리자베스 1세 시대의 종교와 사상을 지배하고 있던 프로테스탄티즘에 맞서 가톨릭교회의 전통적인 가르침을 수호하는데 그 목적이 있었다. 따라서 당시 프로테스탄트의 종교개혁에 맞서 가톨릭 개혁에 나선 잉글랜드의 가톨릭교도들에게 이 성경은 커다란 감동을 불러 일으켰다. 신약성경은 1600년과 1621년, 1633년에 연이어 재판되었으며, 구약성경은 1635년에 재판되었다. 하지만 이후 거의 백년 동안 신구약 모두 재판되지 않았다. 1589년 잉글랜드의 청교도 학자 윌리엄 플루크는 비숍 성경과 더불어 두에랭스판 신약성경의 번역 문장과 주석에 대한 비평본을 썼다. 이 비평본은 1633년까지 추가로 3판이 발간되면서 잉글랜드 전역에 널리 퍼지게 되었다. 윌리엄 플루크의 비평본을 통해 두에랭스판 신약성경은 17세기 영어의 발전에 큰 영향을 끼쳤다.
1582년/1610년 출간된 두에랭스 성경의 본문 중 대다수는 영문학임에도 라틴어적인 단어 배치 등이 잦았기 때문에 성경 내용을 이해하기가 어려웠다. 이러한 연유로 리처드 챌로너 주교에 의해 새로 번역된 개정판이 나오게 되었다. 신약성경은 1749년, 1750년, 1752년 세 차례에 걸쳐 개정되었으며, 구약성경은 1750년에 개정되었다. 비록 ‘두에랭스 성경’이라는 기존의 성경 제목은 그대로 유지되었지만, 챌로너 개정판은 사실상 이전까지의 두에랭스 성경과는 완전히 다른 책이라고 봐도 무방할 정도로 차이점이 크다. 챌로너 개정판은 초판보다 더욱 철저하게 점검되고 광범위하게 내용이 조정됨으로써 클레멘스판 불가타 성경 본문과 그 내용이 완전히 일치된 동시에 초판보다 읽기 쉽게 번역의 질이 개선되었다. 챌로너 개정판의 번역은 프로테스탄트의 영어 성경인 킹 제임스 성경의 본문 번역에도 큰 영향을 끼쳤다. 시간이 흐르면서 챌로너 개정판은 이후로도 여러 판본들이 나왔으며, 구약성경의 경우 1750년에 약간 문체를 다듬은 것을 제외하고는 별다른 변화 없이 그대로 이어져 내려왔다. 하지만 신약성경은 1783년부터 1810년까지 버나드 마크마옹에 의해 광범위하게 개정되었다. 이렇게 개정된 판본은 더블린 판본이라고 불리며 19세기 미국에서 출판된 챌로너 개정 성경도 바로 이 더블린 판본이다. 잉글랜드에서 출간된 챌로너 개정판의 판본들 대부분은 1749년과 1750년의 초창기 챌로너 개정판을 따랐다. 20세기에 인쇄된 판본과 인터넷상에서 유포되어 있는 온라인 성경도 초창기 챌로너 개정판에 속한다.
오늘날에는 대부분의 영어권 가톨릭교회에서는 예루살렘 성경, 새 미국 성경 및 새 미국 성경 개정판, 개정 표준역 성경, 새 개정 표준역 성경, 새 예루살렘 성경 등이 많이 사용되고 있지만, 좀더 전통적인 성향을 지닌 본당 및 단체, 신자들은 아직까지도 두에랭스 성경을 많이 애용하고 있다.

## 같이 보기
- 틴들 성경
- 제네바 성경
- 킹 제임스 성경